# Capilla mayor (Mezquita-catedral de Córdoba)
La capilla Mayor de la Mezquita-Catedral de Córdoba (Córdoba, España) es la capilla principal de dicho templo, comenzada a construir para sustituir a la antigua capilla Mayor, actualmente capilla de Villaviciosa. Las obras comenzaron en 1523 a propuesta del obispo Alonso Manrique y finalizaron en 1607, pasando por los arquitectos Hernán Ruiz I, Hernán Ruiz II y Juan de Ochoa. El retablo mayor se financió gracias a la aportación del obispo Diego de Mardones (1607-1624) y finalmente el coro se realizó bajo el obispado de Miguel Vicente Cebrián (1742-1752).

## Historia

### Polémica y demolición
La construcción de la nueva capilla mayor vino por voluntad del obispo Alonso Manrique, quien ya muestra su deseo en 1521 debido a que la entonces capilla mayor, la actual capilla de Villaviciosa, se encontraba al rincón de la iglesia. Los miembros del cabildo eclesiástico se muestran contrarios a la iniciativa. Parece ser que gran parte de los sillares fueron extraídos de Medina Azahara, al igual que ya se había hecho en el cercano monasterio de San Jerónimo de Valparaíso. El maestro encargado de las obras fue Hernán Ruiz I, quien ostentaba el cargo de maestro mayor desde 1514.
El 29 de abril de 1523 comenzó el derribo de la obra con la desaprobación del concejo de la ciudad, llegando a recurrir al monarca Carlos I. El cabildo eclesiástico, que hasta entonces se había mostrado reacio, se vio obligado a apoyar a su obispo en público. La negativa a paralizar las obras lleva al concejo a imponer pena de muerte y embargo de bienes a los trabajadores hasta que el rey se pronunciara. El obispo respondió el 8 de mayo con la excomunión de los miembros del concejo. El rey solicitó información un mes más tarde. Tras un segundo recurso a la Real Chancillería de Granada, el 7 de julio se elimina la pena de excomunión, aunque no se emite ninguna orden para paralizar las obras. La orden de la Chancillería quedó ratificada por Carlos I el 14 de julio y las obras de demolición continuaron hasta agosto.

### Construcción
En una inscripción de los arcos del crucero puede leerse: Començose esta obra nueva desta santa iglesia a siete días de setiembre del año de 1523 siendo obispo della don Alonso Manrique. Sin embargo, Alonso Manrique ya no era obispo de Córdoba, pues el 31 de agosto fue ascendido a arzobispo de Sevilla por orden de Carlos I y le sucedió Juan Álvarez de Toledo. Durante su obispado (1523-1537) se construyó hasta la gran cornisa que recorre el interior el crucero, los contrafuertes, uno de los dos contrafuertes del coro, el trasaltar y sus tres capillas. El obispado de Leopoldo de Austria (1541-1557), tío de Carlos I, llevó a un gran impulso de la obra, Hernán Ruiz I terminó las bóvedas góticas del costado sur del coro y su contrafuerte, el sepulcro de los Cinco Obispos y se recreció la nave del coro por encima de las ventanas. En 1547 falleció el maestro mayor y lo sucedió su hijo Hernán Ruiz II, quien levantó los muros del crucero y la capilla mayor con sus ventanales, aunque no concluyó las bóvedas, y la decoración del arco de la Redención.
Diego de Álava y Esquivel fue obispo durante un corto período (1558-1562), por lo que únicamente ha quedado su escudo en la bóveda norte del crucero, mientras que durante el obispado de Cristóbal de Rojas (1562-1571) se tuvieron que construir ocho grandes contrafuertes exteriores para evitar las grietas aparecidas y se concluyó la bóveda de la capilla mayor, tal y como muestra la inscripción: Acabose esta capylla mayor a 30 dyas de dyzyenbre de 1568 siendo obyspo de Cordova el yllystrysymo y r[everendisi]mo señor don Crystobal de Roias y Sandoval. Los obispos de las próximas dos décadas y media no mostraron interés en proseguir la obra, hasta la llegada de Francisco de Reinoso (1597-1601), quien pidió consejo secretamente a Diego de Praves para concluir la obra, y este le aconsejó realizar las cubiertas en ladrillo. Para este cometido se contrató al nuevo maestro mayor Juan de Ochoa, que concluyó el cimborrio el 29 de abril de 1600. Ochoa contrata a su vez a Francisco Gutiérrez Garrido para la decoración en estuco del cimborrio y la bóveda del coro. Finalmente, se cerró el muro de los pies del crucero durante el obispado de Pablo de Laguna (1603-1606), y se trasladó la sillería del coro de la antigua capilla mayor, dándose por concluido el 7 de septiembre de 1607, ya durante el pontificado de Diego de Mardones, la construcción de la capilla mayor.

## Estructura
Las obras de la actual capilla Mayor de la Mezquita-Catedral de Córdoba se iniciaron en 1523, según reza una inscripción conservada en la escalera de acceso a las bóvedas, siendo obispo de Córdoba Alonso Manrique. Se eligió para su emplazamiento la zona central de las naves califales, encargándose de las obras el maestro Hernán Ruiz el Viejo, al que sucedería en 1547 su hijo, Hernán Ruiz el Joven. En una superficie rectangular de 75 metros de largo por 37,5 de ancho, se dispuso una planta de cruz latina de tres naves, con nártex a los pies y nave de transepto en la cabecera; la sacristía, que ocupa toda la cabecera, es de planta rectangular cubierta con bóveda de arista.

## Bóvedas y cúpula
El presbiterio tiene bóveda de crucería decorada con tondos que lucen santos y apóstoles, y con ángeles en relieve portando instrumentos musicales y laudes marianos. La cúpula del crucero, apoyada sobre pechinas ornadas con niños atlantes, está decorada con representaciones de los Padres de la Iglesia y con un relieve de la Santísima Trinidad en el centro. Fue realizada en 1599 por Juan de Ochoa, siendo los relieves de Francisco Gutiérrez Garrido y estando datados en 1600. Los brazos del crucero lo hacen por crucería, siendo la del lado izquierdo obra de Hernán Ruiz el Joven, y fechada en 1562.
La bóveda del coro se cubre por cañón rebajado con lunetos y es obra también de Juan de Ochoa, con decoración de Francisco Gutiérrez Garrido siguiendo diseños atribuidos a Pablo de Céspedes; la zona central forma recuadros de estuco con relieves de la Asunción de la Virgen a los Cielos, Dios Padre, y los Santos Acisclo y Victoria; los lunetos se decoran con figuras de Daniel, Samuel, David y Salomón, y con el escudo del obispo Francisco de Reynoso, situándose en los ángulos las representaciones de la Fe, la Esperanza, la Caridad y la Fortaleza. Las naves laterales están formadas por cubiertas góticas, realizadas por Hernán Ruiz el Joven, que descienden en módulos de tres arcos califales; la nave central se separa de las laterales por arcos de medio punto trasdosados con otros apuntados y alfices, apoyados en pilares rectangulares y cegados por las capillas y el coro.
Desde el crucero se puede observar el testero que cierra la nave, trazado por Juan de Ochoa entre los años 1597 y 1601. Concebido como un retablo, pares de columnas sobre resaltos dividen el cuerpo en calles, estructurándose los intercolumnios a modo de pequeñas portadas. En la calle central hay un lienzo de la Anunciación, atribuible a Juan de Alfaro, flanqueado por otros dos con San Pedro y San Pablo, siendo éstos obras anónimas de mediados del siglo XVI. Por encima de ellos se ven dos tallas de san Agustín y santo Tomás. El centro del segundo cuerpo muestra el escudo del mecenas de la obra, el arzobispo de Santiago de Compostela Juan de Sanclemente y Torquemada, nacido en Córdoba, acompañado por lienzos de la Anunciación, la Inmaculada y la Aparición de la Virgen a San Felipe Neri. Todo este conjunto queda inscrito en un gran arco de medio punto, realizado por Hernán Ruiz el Viejo, decorado con grutescos y esculturas de los Padres de la Iglesia con hornacinas que alojan figuras del Ángel y de la Virgen María.

## Retablo mayor
El 30 de diciembre de 1613 el obispo Diego de Mardones prometió una cantidad de dinero para que se realizara un retablo mayor «viendo la falta que había de él». En febrero de 1618 el jesuita Alonso Matías presentó su proyecto que complació tanto al cabildo que al mes siguiente ya se está construyendo con mármol rosa procedente de Cabra gracias a la ayuda del cantero Luis González Bailén. En 1625 Alonso Matías abandonó la ciudad y dos años más tarde Juan de Aranda Salazar continuó con la dirección de las obras hasta su conclusión en 1628; aunque el templete central quedó inconcluso hasta 1652, año en que fue terminado por Sebastián Vidal de acuerdo con los diseños y bocetos de su predecesor. La parte escultórica, realizada en 1626-27, se debió fundamentalmente a Pedro Freile de Guevara, colaborando también Matías Conrado y Juan Porras, entre otros.
Las pinturas originales eran cinco grandes lienzos realizados por Cristóbal Vera, aunque en 1713 fueron calificados por el cabildo como «de una mano humilde que más sirve de borrón que de esmalte», por lo que fueron sustituidas por las actuales de Antonio Palomino ese mismo año, manteniendo el mismo programa iconográfico. El retablo mayor consta de banco, cuerpo tripartito de columnas estriadas y ático; la calle central aloja el templete manifestador y las laterales acogen sendos lienzos de San Acisclo y Santa Victoria, surmontados por frontones partidos con figuras alegóricas de la Religión y la Abundancia. La cornisa de separación tiene un frontón con figuras recostadas de la Fe y la Esperanza. El centro del ático lo ocupa el lienzo de la Asunción de la Virgen, titular de la Catedral desde el siglo XVI, y flanqueado este por los lienzos de San Pelagio y Santa Flora, coronados por frontoncillos donde se representan la Justicia y la Templanza. A la altura de las columnas figuran las imágenes de San Pedro y San Pablo.
Los muros laterales del presbiterio muestran arcos de medio punto decorados con el motivo de galleta, propio de Hernán Ruiz el Viejo; por encima hay una inscripción que alude a la terminación de la obra siendo obispo de Córdoba Cristóbal de Rojas. En la parte superior se alza otro cuerpo, dispuesto a modo de retablo, con hueco central para vidriera, que corresponden al siglo XX y representan al Sagrado Corazón de Jesús y a la Virgen.
El pilar central de la izquierda tiene un altar de mármol rojo con una talla de Santiago Matamoros, con inscripción relacionada con el obispo Mardones y la fecha de 1615. En el pilar opuesto se halla la figura orante del obispo Mardones, obra de Pedro Freile de Guevara de 1618. Por lo que ambas esculturas fueron colocadas mucho antes de la finalización del retablo. 
En el centro del presbiterio se ha colocado recientemente una mesa de altar decorada con placas de plata y madera, que fueron donadas en 1678 por Francisco Bañuelos. De la clave de bóveda pende la gran lámpara de plata donada por el obispo Cristóbal de Lovera y Torres en 1629 y realizada por el platero cordobés Martín Sánchez de la Cruz. El frontal de plata del altar se hizo en 1816 en los talleres Martínez de Madrid, por encargo del obispo Pedro Antonio de Trevilla, ya que el anterior donado por el cardenal Salazar fue sustraído durante la ocupación napoleónica.

## Púlpitos
Los púlpitos originales fueron realizados por Pedro Freile de Guevara en 1618, aunque la idea de su reemplazo fue determinada durante el obispado de Martín de Barcia (1756-1771), una vez el coro ya había sido concluido. En 1762 justificó la construcción de nuevos púlpitos para que «se hiciesen a la correspondencia de lo magnífico de dicho crucero, coro y altar mayor», aunque las obras no comienzan hasta 1777, tras la muerte del prelado, y concluyen en 1779 gracias al escultor francés Miguel Verdiguier. En los relieves de la tribuna se admite la colaboración de Alonso Gómez de Sandoval. Fueron realizados en caoba, procedente de América, y mármol.
En las medallas del lado de la Epístola aparecen escenas de la predicación y vida pastoral de los Apóstoles, mientras que los de la nave del Evangelio están en relación con la vida de Jesucristo. Asimismo, en la tribuna izquierda aparece un buey y un águila, símbolo de los evangelistas Lucas y Juan, y en la tribuna derecha el ángel y el león, símbolo de los evangelistas Mateo y Marcos, labrados todos ellos en mármol.

## Órganos
Los últimos órganos de la antigua capilla mayor, actual capilla de Villaviciosa, fueron realizados en 1493 por Vincencio de Venecia y fueron trasladado a la nueva capilla mayor tras su restauración en 1612. El actual órgano de la nave del Evangelio fue realizado por el valenciano Miguel Llobt durante el obispado de Francisco de Alarcón (1658-1675), donde puede apreciarse su escudo, en el que se emplearon 35 arrobas (unos 400 kilos) de estaño de Inglaterra, plomo, seis tablones de nogal y tres arrobas de cola. Fue finalizado en 1671. En 1700 se realizó el actual órgano de la Epístola realizados por el madrileño José Martínez Colmenero durante el obispado del cardenal Salazar.
Patricio Furriel fue el encargado de reparar ambos órganos a partir de 1798, por este motivo aparecen los escudos de los obispos Agustín de Ayestarán (1796-1805) y Pedro Antonio de Trevilla (1805-1832) en el órgano del Evangelio. Coronando el órgano de la Epístola se encuentra la escultura del arcángel Gabriel y un poco más abajo la pintura de Santa Cecilia, patrona de la música.

## Esculturas
A la izquierda el muro frontero del crucero muestra dos arcos de medio punto con pilar central donde se halla la figura de San Jorge cobijada por un doselete que representa la Fortaleza, obra anónima de estética goticista. 
El testero del brazo derecho está compuesto de modo semejante, adornando el pilar las imágenes de San Sebastián y de la Fe. Hay además una alusión en una inscripción al comienzo de las obras en 1523, bajo el patrocinio del obispo Alonso Manrique, y a la terminación de las mismas en 1607 durante el episcopado del obispo fray Diego de Mardones.